# 742 Evergreen Terrace
742 Evergreen Terrace is het adres van een fictief huis uit de animatieserie The Simpsons. Het is het huis van de familie Simpson aan de straat Evergreen Terrace in de fictieve stad Springfield.

## Ontwerp
Het huis is een roze-oranje vrijstaande woning met twee verdiepingen, een garage en een kelder. Op de begane grond leidt de voordeur naar de gang. Vanuit de gang is er een deur naar de woonkamer en een deur naar de eetkamer. Verder staan er een kleine kast en de trap naar boven. De woonkamer en eetkamer hebben grote ramen die uitkijken over de voortuin en de straat. Achter in het huis zijn de familiekamer, de keuken, en de trap naar de kelder. Hoewel hij maar zelden wordt gezien is er ook een gang die leidt naar een “rumpus” kamer van de keuken.
Op de eerste verdieping van het huis bevinden zich de slaapkamer van Homer en Marge (met een eigen badkamer), de slaapkamers van Bart, Lisa en Maggie, een centrale badkamer en een paar lege kamers. Deze kamers bevinden zich vaak op andere locaties in de afleveringen. Verder is er in de gang op de eerste verdieping een luik naar de zolder.
In de keuken is een deur naar de garage, en naar een maar zelden gebruikte tweede woonkamer die ook wel de "rumpus kamer" wordt genoemd. Homer lag hierin te rusten in de afleveringen "Three Men and a Comic Book" en "Brother from the Same Planet".
De achtertuin van het huis wordt omgeven door een houten schutting en een lage heg. Er is een patio en een boom met een boomhut.

## Meubels en andere inhoud
In de kelder staan altijd een wasmachine en een droger, en een groot olmekenbeeld van een hoofd. Verder staan er af en toe een ping-pongtafel, airhockeyset en waterverzachter. De kelder wordt vaak als “geheime schuilplaats” gebruikt door Homer als hij weer iets van plan is.
Het huis heeft twee identieke rode sofa’s: een in de familiekamer (die maar zelden wordt gezien) en een in de woonkamer voor de tv. De huidige sofa in de woonkamer is een vervanger van een oude sofa, die geheel vernield is. Een simpel schilderij van een boot hangt aan de muur boven deze bank. Een aquarium wordt soms ook gezien.

## Huidige staat
Het huis staat momenteel vijf mijl van waar het oorspronkelijk stond vanwege "Plan B", waarbij de hele stad een stuk werd opgeschoven om vervuiling en een vuilnishoop te vermijden. Dit was te zien in de aflevering "Trash of the Titans".
Het huis heeft vaak gebreken. De muren zijn geschilderd met loodverf, het dak lekt vaak en in de aflevering All's Fair in Oven War werd de keuken dermate beschadigd dat hij vervangen moest worden. De muren zijn gevuld met ongewone voorwerpen zoals asbest, giftig afval, verborgen schatten, opnameapparatuur en baby dinosauriërs.
Het huis heeft in de loop van de serie veel schade opgelopen, waaronder:
- Abraham Simpson is met zijn auto de woonkamer ingereden.
- Het meubilair is gestolen door een woedende menigte.
- Meerdere malen is het huis door Homer in brand gestoken.
- Het interieur werd vernield door de Hell's Satans motorbende in de aflevering "Take My Wife, Sleaze."
- Een taxiënde airliner reed de woonkamer in.
- Vaak gebeuren er ongewone ongelukken (zoals een alligator in het toilet of voetafdrukken op het plafond).

Het telefoonnummer van het huis is volgens de aflevering "A Tale of Two Springfields" 555-0113, met de nieuwe gebiedcode van 939. In "Mr. Plow" werd het nummer gegeven als KL5-3226.

## Echte versie

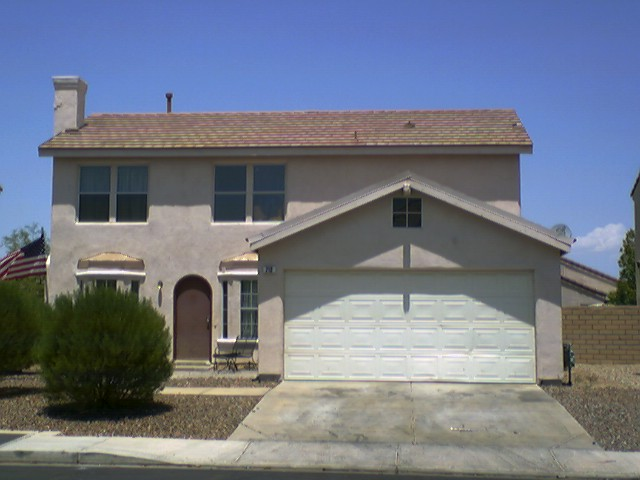
Echte versie van het huis.

Een echte versie van het huis werd gebouwd in 1997 door Kaufman and Broad Home Corporation als promotie gesponsord door FOX en Pepsi. Het huis werd geschilderd en gemeubileerd met voorwerpen die overeenkwamen met die in de televisieserie. Het huis werd in een wedstrijd weggegeven, en de winnaar was Barbara Howard, een gepensioneerde fabrieksarbeider uit Richmond, Kentucky. Het huis werd gebouwd aan 712 Red Bark Lane in Las Vegas, Nevada.

## Trivia
- Het adres van het huis was in de eerste seizoenen nogal inconsequent. Zo werden o.a. 94 Evergreen Terrace, 1094 Evergreen Terrace, 723 Evergreen Terrace, en 430 Spalding Way opgegeven als adressen. In "Homer's Triple Bypass" was 742 Evergreen Terrace zelfs een heel ander huis.

De buurt bij 742 Evergreen Terrace is altijd anders. In elke aflevering zie je andere huizen en een ander soort natuur achtergrond.